# Política lingüística
Muchos países cuentan con una política lingüística concebida para promover o contener el uso de un idioma concreto o de un conjunto de los mismos. Para su elaboración requiere dos sujetos: el primero, deben de ser los hablantes naturales; el segundo, los gobiernos que realizan los proyectos de una nación. Aunque en distintas naciones la historia evidencia la aplicación de políticas lingüísticas encaminadas a fomentar un idioma oficial a expensas de otros, en la actualidad muchos países mantienen políticas encaminadas a la protección y promoción de idiomas regionales y lenguas de distintos grupos étnicos, por entender que la supervivencia de dichos idiomas se encontraría amenazada.

## Generalidades
La conservación de la diversidad cultural y lingüística en el mundo contemporáneo suscita una gran preocupación entre numerosos científicos, artistas, escritores, políticos, líderes de comunidades lingüísticas y defensores de los derechos humanos en materia lingüística. Se estima que se encuentran en peligro de desaparecer en el siglo XXI hasta la mitad de las 6000 lenguas que se hablan actualmente en el planeta. La existencia y el uso de un idioma humano dado se ven afectados por diversos factores, incluyendo el tamaño de la población de hablantes nativos, su uso en la comunicación formal así como la dispersión geográfica y el peso socioeconómico de sus hablantes. Las políticas lingüísticas de ámbito nacional pueden mitigar o bien exacerbar los efectos de algunos de estos factores.

## Tipos de políticas lingüísticas
A continuación, una de las numerosas clasificaciones que se pueden usar para categorizar las políticas lingüísticas. Fue elaborada por Jacques Leclerc, sociolingüista de la Universidad Laval para el sitio web francófono del CIRIAL titulado L'aménagement linguistique dans le monde creado en 1999. La recopilación, traducción y clasificación de políticas lingüísticas empezó en 1988 y culminó con la publicación en 1994 de Recueil des législations linguistiques dans le monde (vols. I a VI) en la casa editora de la Universidad Laval. La obra, que recogía unas 470 leyes lingüísticas, así como toda la investigación que la hizo posible fueron financiadas por la Office québécoise de la langue française. En abril de 2008 el sitio web retrataba la situación y mostraba las políticas lingüísticas en 354 estados o territorios autónomos de 194 países reconocidos.

### Políticas de asimilación
Una política de asimilación es aquella que aplica fuertes medidas orientadas a acelerar el decrecimiento de una o más minorías lingüísticas. El objetivo último de tales políticas es promover la unidad nacional dentro de un estado (asumiendo la idea de que la existencia de una sola lengua en el país favorecería tal fin). Las medidas adoptadas por estados que oficializan tales políticas pueden, por ejemplo, prohibir el uso social de una determinada lengua, la exclusión y devaluación social de una comunidad lingüística y, en casos extremos, la represión por la fuerza e incluso el genocidio.
Es necesario hacer una distinción entre estas políticas y cualquier otra política que favorezca o conduzca a la asimilación de miembros de grupos minoritarios resultantes de la falta de intervención o medidas de protección. En la práctica todos los estados adoptan, implícitamente, políticas tendentes a la asimilación que están dirigidas a inmigrantes y, en numerosas ocasiones, también a pueblos aborígenes y otras minorías nacionales.
Jurisdicciones que aplican tal política:
Birmania - Eslovaquia - Francia - Indonesia - Irán - Irak - Rusia - Tailandia - Vietnam

### Políticas de no intervención
Una política de no intervención consiste en permitir la interacción normal entre comunidades lingüísticas y que la evolución de las minorías siga su curso. Casi invariablemente esto favorece al grupo dominante. En ocasiones tales políticas se ven acompañadas por medidas administrativas que protegen a ciertas minorías.
Jurisdicciones que aplican tal política:
Alemania - Angola - Arabia Saudita - Argentina - Australia - Austria - Bangladés - Benín - Burkina Faso - Chile - República Democrática del Congo - Costa de Marfil - Cuba - República Checa - Dominica - República Dominicana - Ecuador - Gabón - Ghana - Gibraltar - Guinea - Guyana - Irán- Jamaica - Japón - Liechtenstein - Malí - Nebraska - Nicaragua - El Salvador - San Cristóbal y Nieves - San Marino - San Vicente y las Granadinas - Santa Lucía - Senegal - Reino Unido - Uruguay - Venezuela - Vermont

### Políticas de estatus legal diferenciado
Una política que reconozca el estatus legal distinto de una lengua en concreto normalmente busca permitir la coexistencia dentro de un estado de múltiples comunidades lingüísticas. Por lo general se aseguran y a veces promueven los derechos lingüísticos de la mayoría a la vez que se da protección especial a la lengua de la minoría o minorías.
Jurisdicciones que aplican esta política:
Albania - Bosnia y Herzegovina - Bulgaria - California - China - Croacia - Eslovaquia - España - Estonia - Consejo Europeo - Gales - Guatemala - Letonia - Lituania - Macedonia del Norte - Manitoba - Nuevo México - Ontario - Países Bajos - Paraguay - Perú - Portugal - Quebec - Rumanía - Suecia - Yukón -

### Políticas de promoción del idioma oficial
Una política que favorece el idioma oficial es una política de monolingüismo. En ocasiones puede favorecer a una lengua nacional, otras veces favorece a una lengua colonial de gran influencia internacional. Se dan casos en que tales políticas pueden ir acompañadas de medidas que reconocen y protegen lenguas minoritarias o lenguas indígenas. Este tipo de política puede tener lugar en dos escenarios muy distintos: donde el idioma oficial sea asimismo la lengua materna de la mayoría de la población, y donde no lo sea.
Jurisdicciones que aplican tal política:
Åland - Albania - Andorra - Argelia - Azerbaiyán - Brasil - California - Camboya - Chipre - Colombia - Corea del Norte - Corea del Sur - Croacia - Egipto - Eslovenia - Estonia - Filipinas - India - Irán - Islandia - Israel - Italia - Japón - Kuwait - Letonia - Líbano - Lituania - Macedonia del Norte - Madagascar - Marruecos - México - Moldavia - Montenegro - Nepal - Polonia - Quebec - San Pedro y Miquelón - Somalia - Sri Lanka - Timor Oriental - Túnez - Ucrania - Uzbekistán - Vietnam - Voivodina

### Políticas sectoriales
Se dice que una política lingüística es sectorial cuando concierne solo a un subconjunto de los sectores posibles considerados en conjunto por las políticas lingüísticas de alcance general. Ejemplos de políticas sectoriales corrientes son aquellos que solo tratan con asuntos en materia educativa, o con la planificación de corpus, o con el estatus de una lengua en la administración pública o en el sistema judicial, etc.

### Políticas de bilingüismo o trilingüismo
Una política que favorece a dos idiomas oficiales es una política de bilingüismo. Hay diversas formas en que se pueden aplicar estas políticas.

#### Basadas en derechos individuales no territorializados
Una política de bilingüismo basado en derechos individuales no territorializados reconoce los mismos derechos a todos los miembros de una comunidad lingüística en cualquier punto que se encuentren del territorio nacional.
Bielorrusia - Burundi - Canadá - República Centroafricana - Chad - Yibuti - Guam - Hong Kong - República de Irlanda - Kenia - Kiribati - Malta - Nauru - Nuevo Brunswick - Nueva Zelanda - Territorios del Noroeste - Noruega - Nunavut - Ruanda - Samoa - Sudáfrica - Tanzania - Tonga - Tuvalu

#### Basadas en derechos individuales territorializados
Una política lingüística basada en derechos individuales territorializados reconoce los mismos derechos a todos los miembros de una comunidad lingüística dentro de una región específica.
Valle de Aosta - Islas Baleares - País Vasco - Brandeburgo - Bretaña - Cataluña - Islas del Canal - Córcega - Islas Feroe - Finlandia - Friuli-Venecia Julia - Galicia - Hawái - Isla de Man - Micronesia - Navarra - Irlanda del Norte - Nicaragua - Filipinas - Cerdeña - Escocia - Sicilia - Sind - Eslovenia (Istria y Prekmurje) - Suecia - Trentino-Alto Adigio - Comunidad Valenciana - Gales

#### Basadas en derechos territoriales
Bélgica - Camerún - Friburgo - Graubünden - Suiza - Ticino - Valais - Åland

### Políticas estratégicas de multilingüismo
Sudáfrica - Antillas Neerlandesas - Aruba - Australia - Federal Bélgica - Belice - Comoras - Etiopía - Fiyi - Gagauzia - Hungría - India - Líbano - Luxemburgo - Malasia - Mauricio - Mauritania - Moldavia - Namibia - Níger - Nigeria - Pakistán - Papúa Nueva Guinea - Filipinas - Seychelles - Singapur - Eslovenia - Sudán - Surinam - Ciudad del Vaticano - Voivodina - Zimbabue - Bolivia

### Políticas lingüísticas mixtas
Éstas son posibles cuando un Estado aplica distintos tipos de políticas al mismo tiempo.

#### No intervención (idioma oficial) y políticas sectoriales para las minorías
Austria - República Checa - Alemania - Panamá - Tayikistán - Estados Unidos

#### No intervención (idioma oficial) y políticas de asimilación para las minorías
Irlanda del Norte - Botsuana

#### Promoción del idioma oficial y estatus legal diferenciado para minorías
Albania - California - Chile - Croacia - Estonia - Kirguistán - Letonia - Lituania - Guatemala - Macedonia del Norte - Montenegro - Rumanía - Eslovaquia - Quebec

#### Promoción del idioma oficial y políticas sectoriales para las minorías
Armenia - Australia - Chipre - Costa Rica - Grecia - Polinesia Francesa - Serbia - Tayikistán - Togo - Zambia

#### Promoción del idioma oficial y no intervención para otras lenguas
Lesoto - Santo Tomé y Príncipe - Omán - Suazilandia - Yemen

#### Promoción del idioma oficial, política de asimilación y bilingüismo territorial para las minorías
Bosnia - Hong Kong - Kosovo - Pakistán - Turkmenistán - Transnistria - Vietnam - (Serbia)

## Organismos lingüísticos
- Organismos de regulación lingüística
- Instituto de Estudios Catalanes
- Bòrd na Gàidhlig
- Unión de la Lengua Neerlandesa
- Komisyon sa Wikang Filipino
- Foras na Gaeilge
- Oficina quebequesa de la lengua francesa